# ものしりソクラくん
『ものしりソクラくん』は、1977年4月2日から1978年9月30日までTBSで放送された、教養番組を兼ねた子供向けの人形劇番組である。放送時間は毎週土曜 7時00分 - 7時20分 (JST) 。

## 概要
平日夕方17時に放送されている『なぜなぜロンちゃん』（『夕やけロンちゃん』の前身）のワンコーナー「なぜなぜロンちゃん」（タイトルは同じ）と並行放送されていた番組。「なぜなぜロンちゃん」と同様に、この番組でも視聴者から寄せられた様々な疑問を少年ロンちゃんが紹介し、ソクラくんがその疑問を「カニタリブー!!」と叫びながら解説していた。
「なぜなぜロンちゃん」と違うのは、同コーナーが正味5分程度のワンコーナーのため、疑問と解説に限定されていたのに対し、この番組は20分番組であるため、疑問と解説のほか、ロンちゃんとソクラくんの行動や寸劇などが挿入されていたことである。

## 声の出演
- ソクラくん：久安充哲[1]
- ロンちゃん：加藤早紀子

## 主題歌
「ふしぎ節」
- 作詞：伊井田朗、作曲・編曲：馬飼野康二、歌：大和田りつこ。
  - 歌は3番まであるが、オープニングでは1番と2番が、エンディングでは3番が放送されていた。3番は「なぜなぜロンちゃん」のエンディングにも使われていた。
  - この歌は、日本ビクターから発売された「ウルトラパンダ」（同局放送の子供番組『ワンツージャンプ!』のオリジナルソング。この歌も大和田りつこが歌唱。7インチシングル規格品番：KV-52）のB面に収録されていた。

## 関連書籍
- TBSブリタニカから、この番組や「なぜなぜロンちゃん」で紹介された疑問や解説を集めた本『なぜなぜロンちゃん ものしりソクラ50問』が発売されていた。第1巻は1977年11月[3]に、第2巻は1978年2月[4]に、第3巻は同年4月[5]に発売された（いずれもISBNはなし）。